# Jean-Pierre Watté
 (avril 2021).
Si vous disposez d'ouvrages ou d'articles de référence ou si vous connaissez des sites web de qualité traitant du thème abordé ici, merci de compléter l'article en donnant les références utiles à sa vérifiabilité et en les liant à la section « Notes et références ».
Jean-Pierre Watté, né le 29 juin 1944 au Havre (Seine-Inférieure), est un préhistorien et archéologue français, spécialiste du Néolithique et de l'Âge du bronze en Seine-Maritime.

## Jeunesse et formation
Dès 14 ans, Jean-Pierre Watté intègre la Société géologique de Normandie et des amis du muséum du Havre, où il communique dès l’année suivante sur un « Oursin plat des Caraïbes (G. Melita) ». Il participe à une fouille dans l’atelier de taille néolithique des Sapinières de la forêt de Montgeon au Havre en 1959 et 1960, activité qui va susciter sa vocation. Après son baccalauréat, il poursuit des études d'Histoire à la faculté des Lettres de Rouen. En 1970, il y présente un mémoire de maîtrise sous la direction du doyen Louis Harmand, Répertoire topo-bibliographique du Néolithique et du Chalcolithique de Haute-Normandie (Seine-Maritime et Eure).
Il est docteur en Préhistoire de l'université Paris 1 Panthéon-Sorbonne en 1988, avec une thèse intitulée : Aspects du Néolithique et de l'Âge du bronze en Seine-Maritime, sous la direction de José Garanger.

## Carrière
De 1970 à 1983, Jean-Pierre Watté enseigne l’Histoire-Géographie, de la 6e à la terminale. Il a aussi été chargé de cours en licence et maîtrise à l’Université de Rouen.
En 1983, il est nommé archéologue municipal de la ville du Havre, attaché au Muséum d'histoire naturelle du Havre.
Il était aussi rattaché à l'UMR 6566 de l'Université de Rennes ?

## Travaux
Jean-Pierre Watté a dirigé de nombreux chantiers de fouilles en Haute-Normandie : Les Ventes (l’Hôtel-Dieu) ; Saint-Jean-de-Folleville (Radicatel), Montivilliers (Le Grand-Epaville ; la Pierre-Grise), Quittebeuf, Theuville-aux-Maillots, Oissel (la Mare), Criquebeuf-en-Caux, Yport-Saint-Léonard, Saint-Paër, Sainte-Austreberthe, Le Hanouard, Héricourt-en-Caux, Octeville-sur-Mer…
Dans le cadre d’une coopération Muséum du Havre - Muséum de Marseille et paléontologues (Gérard Breton, Roger Fournier) – archéologues, il dirige en 1984, avec son équipe formée sur ses chantiers, la fouille d’un lieu de ponte de dinosaures, à Rennes-le-Château (Aude), avec les techniques de l’archéologie préhistorique.
Il a travaillé sur les collections archéologiques du Muséum du Havre où il a été en poste, mais aussi sur celles des musées ou muséums de Rouen, Fécamp, Elbeuf, Dieppe, Caudebec-en-Caux (Musée Marine de Seine ; musée Biochet-Bréchot), Lillebonne.

## Organismes et associations
Jean-Pierre Watté a été ou est président de la Société normande d’archéologie préhistorique et historique, de la Société géologique de Normandie et des amis du muséum du Havre, du Centre de recherches archéologiques de Haute-Normandie-Société normande d'études préhistoriques, délégué départemental de la Société préhistorique française, membre correspondant de l’Académie des sciences, belles-lettres et arts de Rouen, correspondant de la circonscription des antiquités préhistoriques.
Il a été ou est membre du conseil d'administration ou du bureau de nombreuses associations : Association des Naturalistes-Muséographes, Centre de recherches archéologiques de Normandie (Caen), Archéologie et histoire en Seine-Maritime (Rouen), Société de paléontologie de Villers-sur-Mer, Association pour la diffusion des recherches archéologiques dans l’Ouest de la France (Rennes)…
Il est nommé membre titulaire de la Commission départementale des Antiquités de la Seine-Maritime, par arrêté préfectoral du 28 juillet 1977, et vice-président, par arrêté du président du Conseil départemental, en 2005.

## Publications (sélection)
(juillet 2020).
- Lechevalier Claude et Watté Jean-Pierre (1966). Un nouveau site campaniforme sur les côtes de la Manche : Yport (Seine-Maritime). Bulletin de la Société préhistorique française, CRSM, no 7, 1966, p.CCXXXVI-CCXXXVIII, 1 fig.
- Watté Jean-Pierre (1966). Les objets de l’Age du Bronze recueillis dans la vallée de la Basse-Seine. Revue générale des sciences, t. LXXIV, 1966, p. 225-236, 2 fig.
- Watté Jean-Pierre (1970). Microburins et "microlithes" dans le Néolithique du Pays de Caux. Bulletin de la Société préhistorique française., CRSM, no 6, 1970, p. 189-192, 2 fig.
- Watté Jean-Pierre (1973). Le problème des haches-marteaux néolithiques : à propos d’un exemplaire inédit de Mayenne. Bulletin de la Société préhistorique française., CRSM, no 1, t. 70, 1973, p. 11-12, 1 fig.
- Watté Jean-Pierre (1974). La fouille du dolmen de l’Hôtel-Dieu, commune des Ventes (Eure). Bulletin de la Société préhistorique française., t. 71, fasc. 8-9, 1974, p. 228.
- Watté Jean-Pierre (1976). L’habitat Seine-Oise-Marne de Montivilliers (Seine-Maritime). Bulletin de la Société préhistorique française., t. 73, fasc. 7, 1976, p. 196.
- Watté Jean-Pierre (1985). Révision de l’attribution chronologique de la sépulture « néolithique » (moyen) de Saint-Nicolas de la Taille (Seine-Maritime). Bulletin de la Société préhistorique française, t. 82, no 5, 1985, p. 133.
- Watté Jean-Pierre (1985). Les objets de l’Age du Bronze au Musée d’Elbeuf (Seine-Maritime). Bulletin de la Société préhistorique française., t. 83, fasc. 5, 1986, p. 156-160, 1 fig., 1 tabl.
- Watté Jean-Pierre (1987). Une pointe de flèche en cuivre de tradition Palmela à Paris (analyse spectrographique par J. Bourhis). Bulletin de la Société préhistorique française., t. 85, no 1, p. 8-12, 2 fig.
- Watté Jean-Pierre et GEHENNE Jean (1988). Un hameçon en silex à Bardouville (Seine-Maritime). Bulletin de la Société préhistorique française., t. 85, no 2, 1988, p. 38-39, 1 fig.
- Watté Jean-Pierre (1990). Le Havre, plage du Havre, station Romain, Paléolithique inférieur (p. 208). Saint-Léonard, Bois des Quarante Acres, Néolithique (p. 219-221, fig. 37-38). Theuville-aux-Maillots, Anneville, Néolithique moyen (p. 225-227, fig. 42 à 44). In FOSSE Gérard et al. Haute-Normandie, Informations, Gallia-Préhistoire, CNRS, p. 177-236, 46 fig.
- Watté Jean-Pierre (1990). Précisions complémentaires sur la navigation antique en Basse-Normandie. Bulletin de la Société préhistorique française., t. 88, no 5, 1991, p. 141-142.
- (en) Cousin Rémi, BRETON Gérard, FOURNIER Roger et Watté Jean-Pierre (1994). Dinosaur egglaying and nesting in France. In Kenneth Carpenter, Karl. F. Hirscher John, R. Horner, Dinosaur eggs and babies, 1994, Cambridge University Press, p. 56-74, 18 fig. [lire en ligne]
- Cliquet Dominique et Watté Jean-Pierre (2001). Les temps préhistoriques. In L’Eure de la Préhistoire à nos jours, sous la dir. de BODINIER Bernard. Ed. Bordessoules, 2001, 495 p, ill.
- Watté Jean-Pierre (2004). Un archéologue français remarquable : Lesueur, dessinateur-naturaliste havrais. Archéologia, no 407, janvier 2004, p. 34-45, fig.
- Watté Jean-Pierre (2004). Une idole chasséenne en Seine-Maritime à Theuville-aux-Maillots. Bulletin de la Société préhistorique française., t. 101, no 1, 2004, p. 85-89, 2 fig.
- Watté Jean-Pierre (2008). Un pic double perforé en silex bartonien à Maulévrier-Sainte-Gertrude (Seine-Maritime). Bulletin de la Société Préhist. Française., t. 105, no 1, 2008, p. 189-191, 1 fig.
- Watté Jean-Pierre (2008). Mobilier osseux et gravures sur os de la Crozo Bastido ou Grotte bâtie, commune de Saint-Sozy (Lot). Bulletin de la Société préhistorique française, t. 105, no 2, 2008, p. 291-298, 6 fig.
- (en) Beauvilain Alain et Watté Jean-Pierre (2010). Was Toumaï (Sahelanthropus tchadensis) buried ? Anthropologie, t. XLVII, fasc. 1-2, p. 1-16, 3 fig., 2009 (2010).
- Watté Jean-Pierre (2014). Un menhir (?) à Saint-Gilles de Crétot, au lieudit La Bouteillerie (Seine-Maritime). Haute-Normandie archéologique, Journées archéologiques de Haute-Normandie, Rouen, 24-26 mai 2013 (2014). Presses Universitaires de Rouen et du Havre, p. 45-54, 8 fig.
- Watté Jean-Pierre (2014). Le "Clactonien" des plages du Havre et de Sainte-Adresse (Seine-Maritime). Haute-Normandie archéologique, Journées archéologiques de Haute-Normandie, Rouen, 24-26 mai 2013 (2014). Presses Universitaires de Rouen et du Havre, p. 23-44, 17 fig.
- Watté Jean-Pierre (2014). Le "Clactonien" des plages du Havre et de Sainte-Adresse : un mythe. Journée du CReAAH, Archéologie, Archéosciences, Histoire. UMR 6566, Université de Rennes 1, 22 mars 2014, p. 9-11, 3 fig.
- Watté Jean-Pierre et Broglio Gérard (2014). Une ammonite utilisée comme pendentif au Néolithique ? L’écho des falaises, bulletin de l’Association paléontologique de Villers-sur-Mer, no 18, p. 53-59, 7 fig.
- Watté Jean-Pierre (2014). Être femme(s) préhistorique(s) en Normandie. 19e congrès des Sociétés historiques et archéologiques de Normandie. Être femme (s) en Normandie. Bellême, 16-19 octobre 2013, p. 445-458, 14 fig.
- Watté Jean-Pierre (2014). Le sel normand, compte-rendu de l’ouvrage publié par Vincent Carpentier, Emmanuel Ghesquière, Cyril Marcigny et al., Grains de sel, Bayeux, Bayeux, OREP, 2012. Études normandes, Notes et documents, p. 140-141
- Watté Jean-Pierre (2014). Un lot d’objets de l’Age du Bronze issu des produits de dragages de la Basse-Seine acquis par le musée de Lillebonne. Haute-Normandie archéologique, no 17, 2013-2014 (2014), p. 13-19, 4 fig.
- Watté Jean-Pierre et Géhenne Jean (2014). Découverte d’un nouveau poids à pêche à encoches (Mésolithique ou Néolithique) à Bardouville, Seine-Maritime). Haute-Normandie archéologique, no 17, 2013-2014 (2014), p. 75-78, 2 fig.
- Watté Jean-Pierre et Géhenne Jean (2014). Présence notable de silex pressigniens sur deux sites de Seine-Maritime : Yport-Saint-Léonard et les Essarts à Grand-Couronne. Haute-Normandie archéologique, no 17, 2013-2014 (2014), p. 79.
- VINCENT Thierry et Watté Jean-Pierre (2014). Poids-ancrages de filets, poids de lignes et lests de casiers le long du littoral de la Seine-Maritime : exemples photographiques et données bibliographiques. Bulletin de l’Association Manche Atlantique pour la recherche archéologique dans les Îles (A.M.A.R.A.I.), t. 27, p. 77-91, 17 fig.
- Watté Jean-Pierre (2015). Relecture de la découverte de l’ "homme campignien" du Havre : une sépulture néolithique avec défenses de suidé. Bulletin de la Commission départementale des Antiquités, t. LVII, 2009-2010 (2015), p. 277-286, fig.
- Watté Jean-Pierre (2015). Indices de la circulation de haches en silex fabriquées dans les ateliers bas-normands. Journée du « CReAAH », Archéologie, Archéosciences, Histoire. Rennes, 21 mars 2015, p. 24-25, 2 fig.
- Watté Jean-Pierre (2015). Chronique des travaux universitaires. Revue archéologique de l’Ouest, no 31, 2014 (2015), p. 433-436.
- Watté Jean-Pierre (2016). Un atelier de bronzier en basse vallée de la Seine. Journée du CReAAH, Archéologie, Archéosciences, Histoire. UMR 6566, Université de Rennes 1, 2 avril 2016, p. 20-21, 1 fig.
- Watté Jean-Pierre et Michel LESUEUR (2016). Nouvelles haches polies provenant des minières de Ri (Orne) découvertes en Haute- Normandie, à Bernay (Eure). L’Écho des Falaises, bulletin de l’Association paléontologique de Villers-sur-Mer, no 20, p. 51-57, 3 fig.
- Watté Jean-Pierre (2016). Enseigner la préhistoire à l’École de fouilles du Mont-Joly, commune de Soumont-Saint-Quentin (Calvados). Actes du 21e Congrès des sociétés historiques et archéologiques de Haute-Normandie, « Éduquer et instruire en Normandie », Fédération des sociétés historiques et archéologiques de Normandie, p. 493-501, fig.
- Watté Jean-Pierre (2016). Archéologie et statue anthropomorphe fruste en pierre à Nougein, commune de Marcillac-la-Croisille (Corrèze). Pierres et chemins en Marcillac, 22 p., 15 fig.
- Colliou Christophe et Watté Jean-Pierre (2016). Compte-rendu de l’assemblée générale du 28 mars 2015, rapport moral 2014 et programme 2015. Haute-Normandie archéologique, no 18, 2015 (2016), p. 3-8.
- Watté Jean-Pierre (2016). Sépultures préhistoriques au Havre (Seine-Maritime) : pirogue-cercueil et tombe à défenses de suidé. Haute-Normandie archéologique, no 18, 2015 (2016), p. 87-98, 8 fig.
- Watté Jean-Pierre (2017). La Préhistoire. In Histoire du Havre, sous la dir. d’Éric Saunier et John Barzman, 431 p., ill., éd. Privat. La Préhistoire, p. 25-38, fig.
- Watté Jean-Pierre (2017). Pics doubles et "casse-tête" perforés en silex. Journées du CReAAH, Archéologie, Archéosciences, Histoire, université de Rennes 12-13 mai 2017, p. 31-33, 3 fig.
- Watté Jean-Pierre (2017). Chronique des travaux universitaires. Revue archéologique de l’Ouest, t.33, 2016 (2017), p. 369-373.
- Watté Jean-Pierre (2017). Généalogie de l’espèce humaine. XXIVe salon et congrès national de généalogie. Le Havre. 2017. Sous le patronage de la Fédération française de généalogie, p. 133-144.
- Remy-Watté Monique et Watté Jean-Pierre (2017). Archéologie et histoire dans le Cotentin et le Coutançais. Haute-Normandie archéologique, no 19, 2016 (2017), p. 3 – 50, 58 fig.
- Watté Jean-Pierre (2017). Chronique des travaux universitaires. Revue archéologique de l’Ouest, no 33, 2016 (2017), p. 369-373.
- Watté Jean-Pierre (2018). Les premiers habitants du Havre. Préhistoire. Nouvelles recherches. Cahiers du Centre havrais de recherches historiques, no 76 (2018), p. 5-32, 16 fig.
- Watté Jean-Pierre (2018). Chronique des travaux universitaires. Revue archéologique de l’Ouest, no 34, 2017 (2018), p. 353-355.
- Watté Jean-Pierre (2018). Les plages du Havre et de Sainte-Adresse : mythes et réalité au travers du regard des chercheurs havrais, du XVIIIe siècle jusqu’à l’aube du XXIe. Précis analytique de l’Académie des sciences, belles-lettres et art de Rouen, 2015- premier trimestre 2016 (2018), p. 447-468.
- Watté Jean-Pierre (2018). La Commission départementale des antiquités de la Seine-Maritime. Deux siècles au service du patrimoine. Dans La Commission départementale des antiquités, 1818-2018. Deux siècles de défense et d’études du patrimoine. Département de la Seine-Maritime, Rouen (2018), p. 11-17, 2 fig.
- Remy-Watté Monique et Watté Jean-Pierre (2018). La Commission départementale des antiquités de Seine-Inférieure et les débuts de la Préhistoire (1818-1914). Dans La Commission départementale des antiquités, 1818-2018. Deux siècles de défense et d’études du patrimoine. Département de la Seine-Maritime, Rouen (2018), p. 91-111, 8 fig.
- Auber Lise, Rose Marie-Françoise et Watté Jean-Pierre (2018). Philippe Manneville, un secrétaire devenu président. Dans La Commission départementale des antiquités, 1818-2018. Deux siècles de défense et d’études du patrimoine. Département de la Seine-Maritime, Rouen (2018), p. 157-165, 5 fig.
- Watté Jean-Pierre (2019). Poids à pêche de types exceptionnels recueillis dans la basse vallée de la Seine. Annales du patrimoine de Fécamp, no 23, 2019, p.54-67, 12 fig.
- Watté Jean-Pierre (2019). Compte-rendu d’ouvrage. Collectif d’archéologues normands et britanniques, La Manche, fleuve d’échanges. De la Préhistoire à Guillaume le Conquérant. Bayeux, OREP éditions, 2018. Études normandes, mars-juin 2019, no 09, p. 76-77.
- Colliou Christophe et Watté Jean-Pierre (2019). Crahn-snep. Rapport moral 2015 assemblée générale du 28 mars 2016. Normandie archéologique, no 20, 2017-2018 (2019), p. 7-10.
- Colliou Christophe et Watté Jean-Pierre (2019). Crahn-snep. Rapport moral 2016 assemblée générale du 26 mai 2017. Normandie archéologique, no 20, 2017-2018 (2019), p. 11-26.
- Colliou Christophe et Watté Jean-Pierre (2019). Crahn-snep. Rapport moral 2017 assemblée générale du 27 mai 2017. Normandie archéologique, no 20, 2017-2018 (2019), p. 14-18, 2 fig.
- Watté Jean-Pierre (2019). Une hache en bronze à talon à Picquigny (Somme). Normandie archéologique, no 20, 2017-2018 (2019), p. 19-21, 1 fig.
- Watté Jean-Pierre (2019). Les collections de préhistoire du Musée Biochet-Bréchot dans la maison des Templiers de Caudebec-en-Caux (Seine-Maritime). Normandie archéologique, no 20, 2017-2018 (2019), p. 53-68, 12 fig.
- VAUDREL Gérard et Watté Jean-Pierre (2019). Ancienne pêcherie fixe dans la vallée de la Seine à Bardouville (Seine-Maritime). Présentation préliminaire. Normandie archéologique, no 20, 2017-2018 (2019), p. 97-108, 12 fig.
- Watté Jean-Pierre (2019). Chronique des travaux universitaires. Revue archéologique de l’Ouest, no 35, 2018 (2019), p. 277-278.